# Marion Becker
Marion Becker (Hamburg, 21 januari 1950) is een Duits atleet.
Op de Olympische Zomerspelen van München in 1972 nam Becker deel voor Roemenië aan het onderdeel speerwerpen.
Op de Olympische Spelen van Montreal in 1976 deed ze wederom mee, ditmaal voor West-Duitsland, en behaalde ze een zilveren medaille. In de kwalificatieronde wierp ze al een nieuw olympisch record van 65,14 meter.
- World Athletics: 14372686